# The Human Voice (1966)
The Human Voice ist ein englisches Filmdrama aus dem Jahr 1966 von Ted Kotcheff.

## Handlung
Ingrid Bergman spielte in einer ihrer wenigen Rollen in Fernsehproduktionen in diesem Film eine namenlose Frau mittleren Alters, die nach der Trennung von ihrem Geliebten eine psychologische Krisensituation durchlebt. Der französische Dramatiker Jean Cocteau, der das Drehbuch schrieb, lässt sie dabei in Form eines erweiterten Monologs agieren, in der sie durch mehrere Telefonate versucht, den Liebhaber zu halten oder zurückzugewinnen. Die Frau spricht mit ihrem ehemaligen Geliebten, der sie wegen einer anderen Frau verlassen hat und sie nun anruft, um von ihr die Herausgabe seiner Sachen zu erwirken. Mehr und mehr wächst in ihr der Verdacht, dass der Mann sie aus dem Hause seiner jüngeren Geliebten anruft, die er bald heiraten möchte. Der Film ist eine Studioproduktion als Ein-Personen-Stück, in dem Ingrid Bergman die ganze Vielfältigkeit ihres schauspielerischen Vermögens in beeindruckender Weise zeigt.

## Hintergrund
Das Stück wurde ursprünglich im Jahr 1930 geschrieben und als Einakter am 17. Februar 1930 an der Comédie-Française in Paris als La Voix Humaine uraufgeführt. Die Hauptrolle spielte dort die Schauspielerin Berthe Bovy, die musikalische Untermalung wurde von Francis Poulenc umgesetzt. Ursprünglich war diese Rolle für Ludmilla Pitoëff entworfen worden.
The Human Voice ist eine Fernsehproduktion, die in den Wembley Studios in London aufgenommen wurde. Die von Maximilian Ilyin aus dem Französischen ins Englische übersetzten Monologe des Dramas erschienen bereits 1960 auf einer Langspielplatte bei „Caedmon Records“.